# 米倫巴赫河 (施瓦爾姆河支流)
51°9′45.1″N 6°16′29.9″E / 51.162528°N 6.274972°E

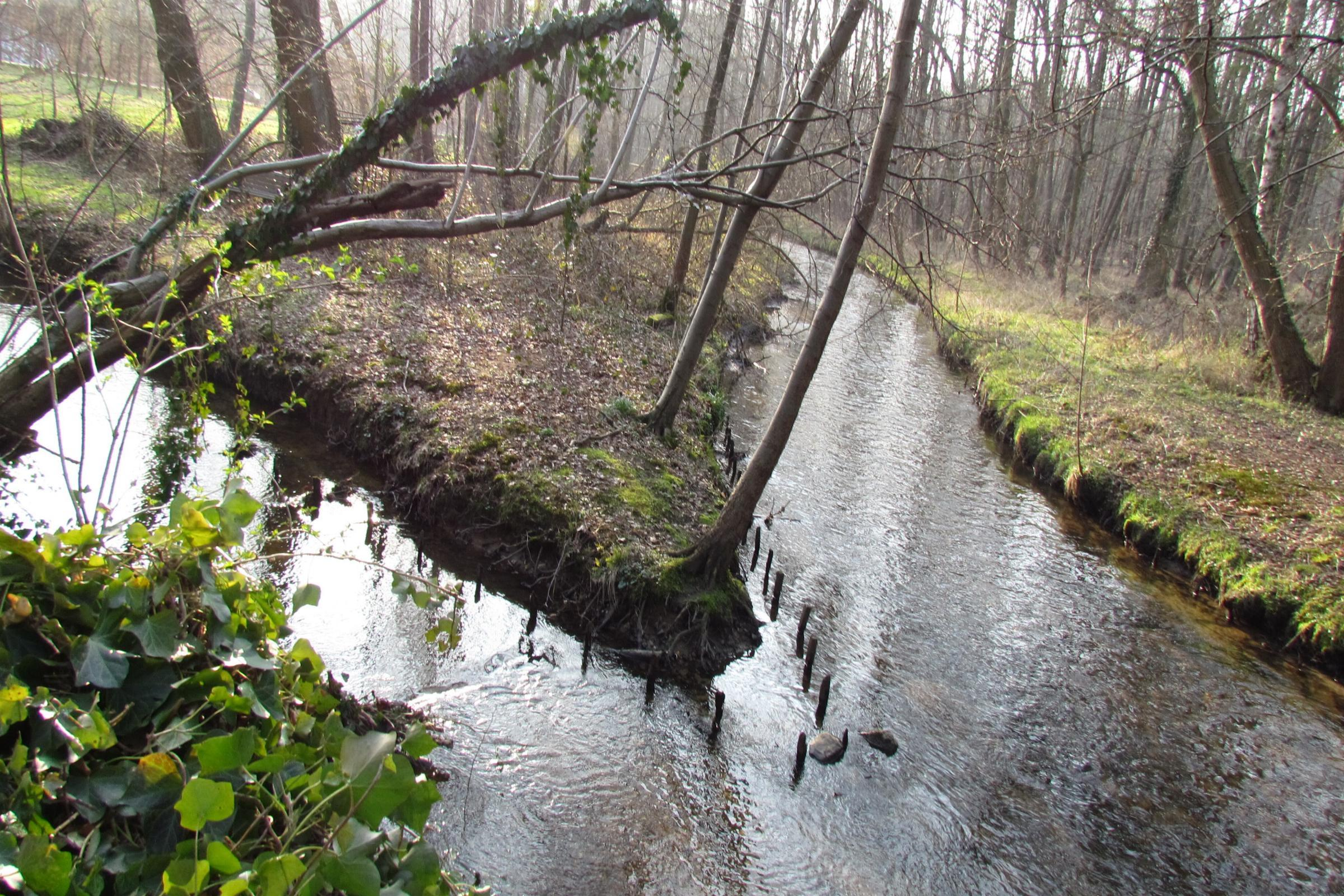
米倫巴赫河（施瓦爾姆河支流）

米倫巴赫河（德語：Mühlenbach），是德國的河流，位於該國西部，處於北萊茵-威斯特法倫州，屬於施瓦爾姆河的右支流，河道全長13.2公里，流域面積26.1平方公里。

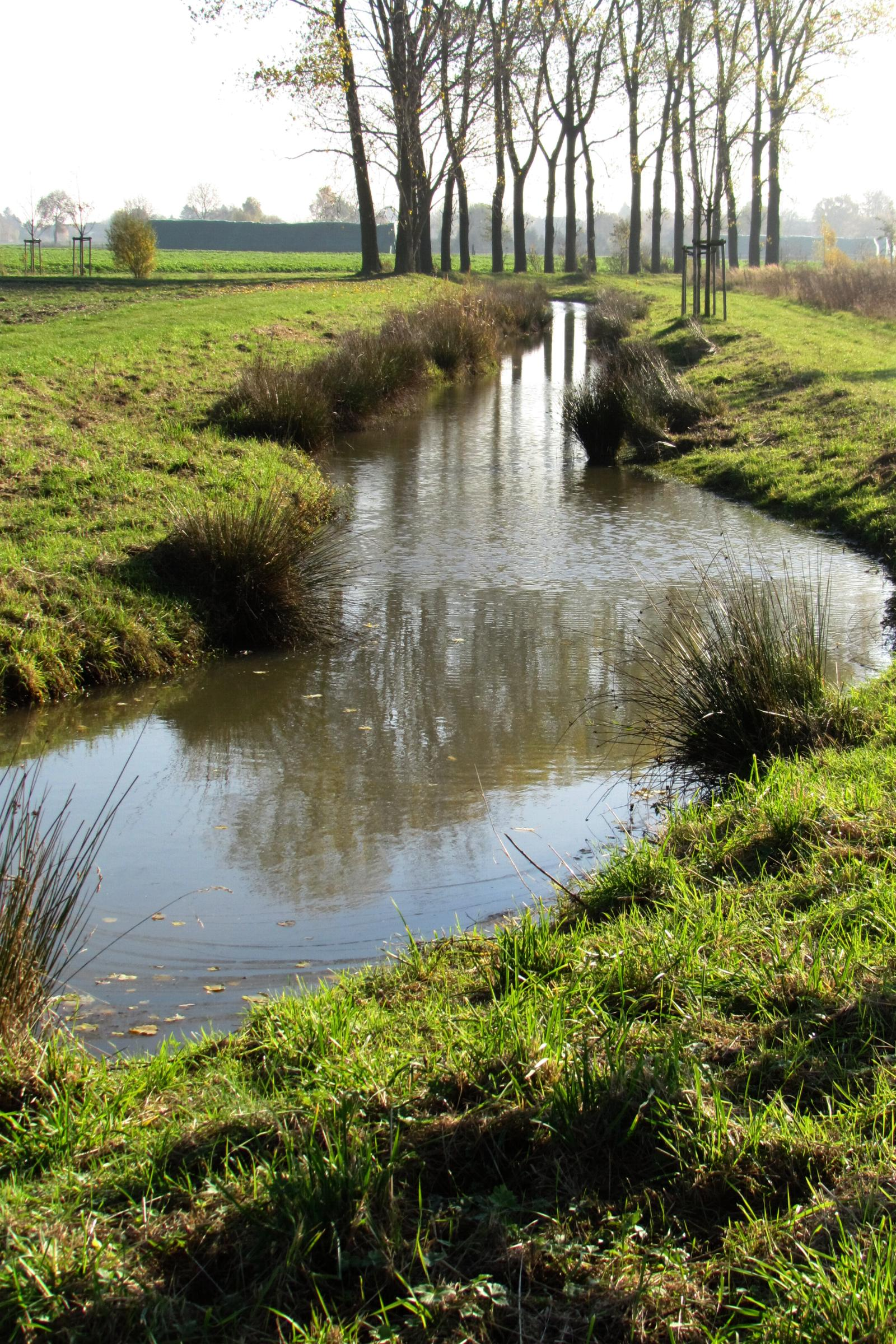
河景（2）
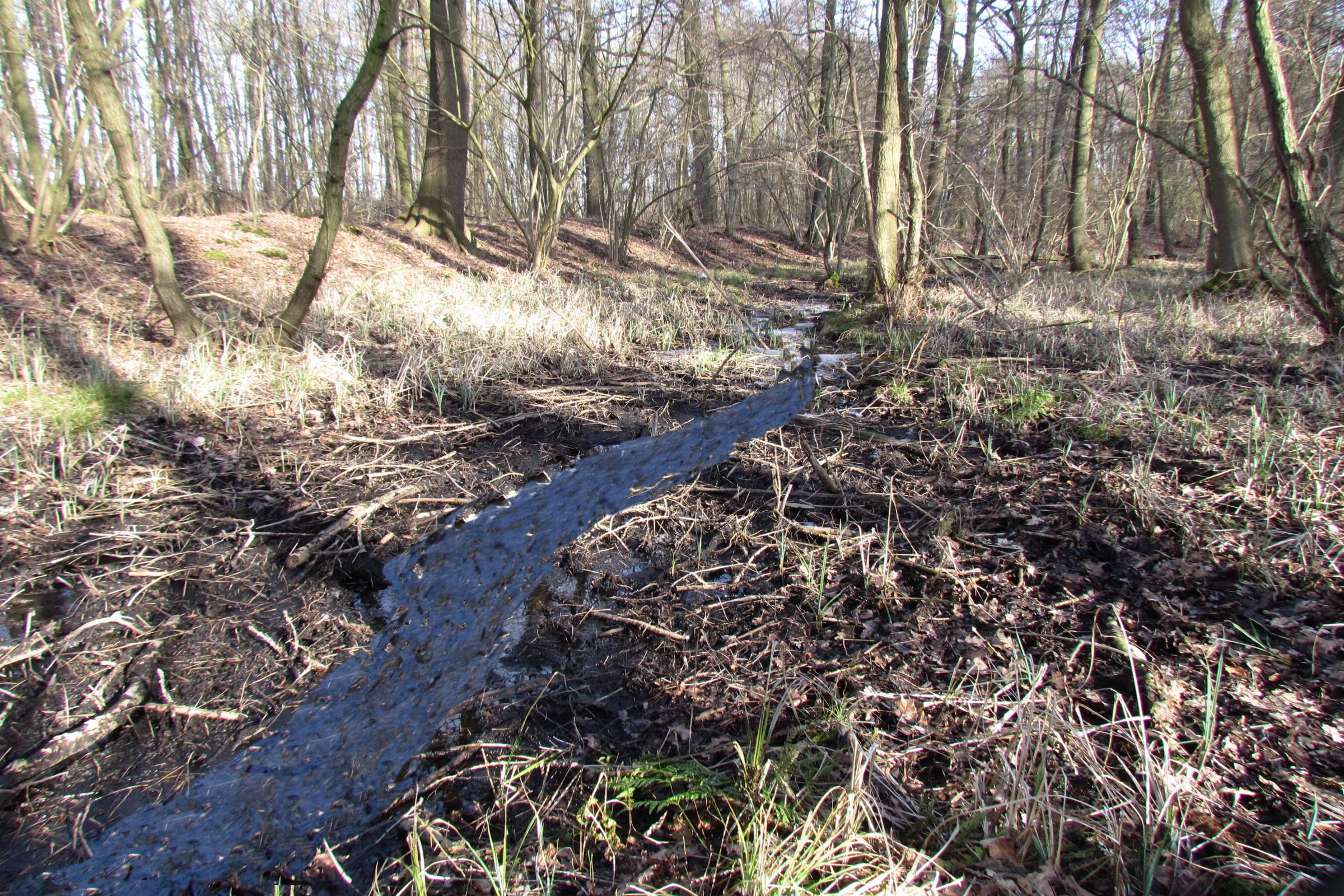
河景（3）
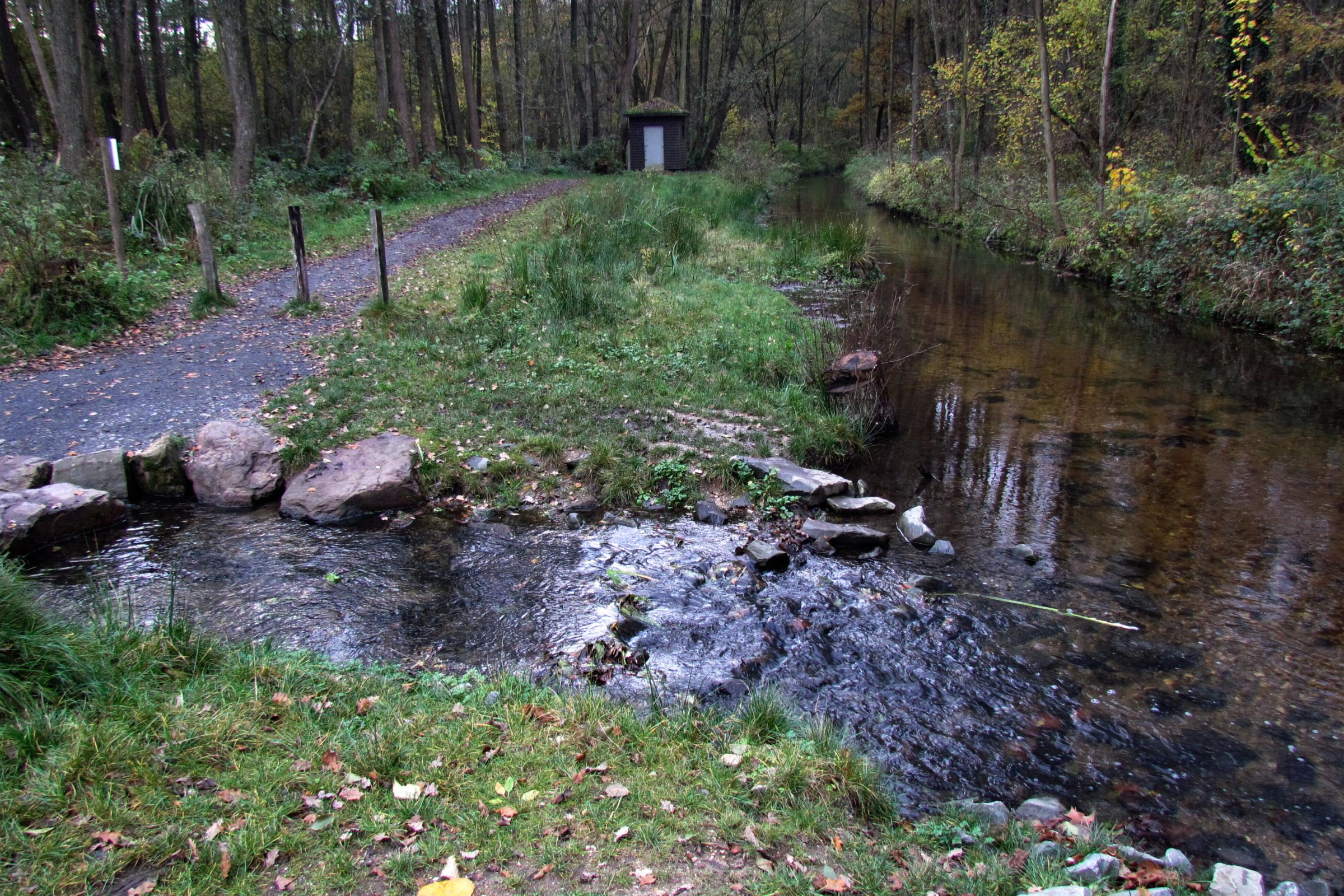
河景（4）